# Colaphus palaestinus
Colaphus palaestinus é uma espécie de artrópode pertencente à família Chrysomelidae.